# Saint-Mathieu-de-Tréviers
Saint-Mathieu-de-Tréviers település Franciaországban, Hérault megyében. Lakosainak száma 4869 fő (2022. január 1.). Saint-Mathieu-de-Tréviers Montaud, Assas, Fontanès, Guzargues, Saint-Bauzille-de-Montmel, Sainte-Croix-de-Quintillargues, Saint-Jean-de-Cuculles, Le Triadou és Valflaunès községekkel határos.

## Népesség
A település népessége az elmúlt években az alábbi módon változott:
| Lakosok száma | 571  | 1505 | 2623 | 4641 | 4667 | 4688 | 4790 | 4883 | 4893 | 4869 |
|               | 1968 | 1982 | 1990 | 2006 | 2013 | 2015 | 2017 | 2019 | 2020 | 2022 |